# Château de Sabayil
Le château de Sabayil est une forteresse médiévale submergée sur la côte de la mer Caspienne près de Bakou, en Azerbaïdjan.

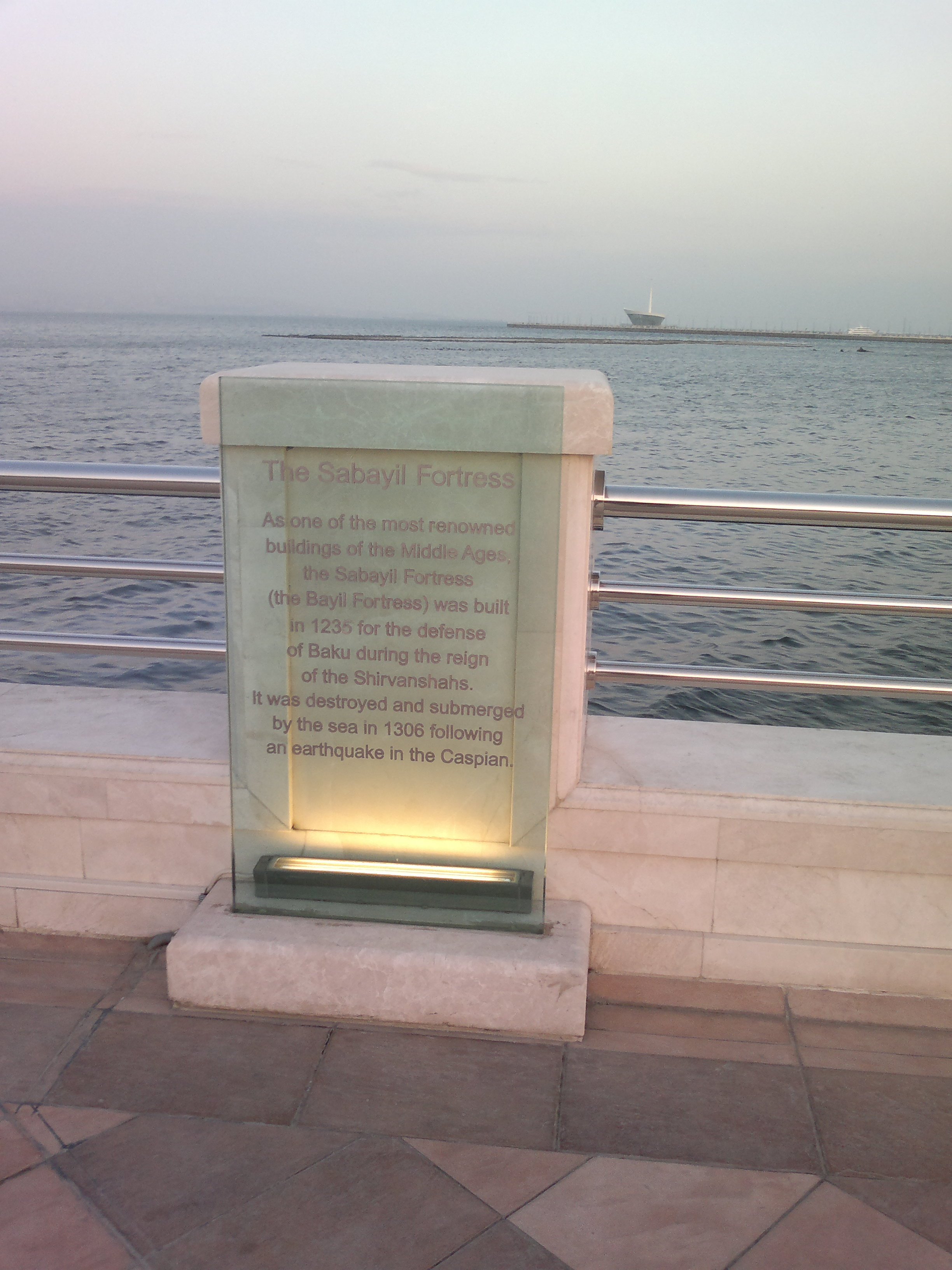

Le château porte le nom des environs de Bayil. La structure est également connue comme «l'Atlantide de la mer Caspienne». Les chercheurs l'ont appelé «château de Sabayil», «château de Bayil», «Bandargala», «ville souterraine», «caravansérail», «cloître», «monastère», «maison des douanes» et «château de la Défense».

## Histoire
Le château a été construit sur l'une des collines de Bayil près de la côte de la mer Caspienne en 1232–33, pendant la vie de Fariburz, fils de Chirvanchah Garsasb, par l'architecte Abdul-Majid Masud oglu. Au même moment, en 1232, cet architecte a également construit le château rond de Mardakan, qui faisait partie du système de défense intégré d'Abcheron, défendant la ville et le château de Bayil par le nord. Certains archéologues ont suggéré que le château appartenait aux Chirvanchahs.
Lors d'un tremblement de terre majeur dans la capitale de Bakou en 1306, le bâtiment s'est effondré et l'île s'est submergée et est restée sous l'eau pendant plusieurs siècles. Ce n'est qu'au début du XVIIIe siècle, lorsque la mer Caspienne s'est retirée, que la structure a refait surface. À cette époque, les pierres récupérées sur le site avec des inscriptions ont fourni des informations précieuses aux historiens.
Selon l'historienne azerbaïdjanaise Sara Achurbeyli, Sabayil est le château mentionné par Abdurrachid Al-Bakouvi, un géographe du XVe siècle qui a allégué que la structure avait été détruite lors de l'invasion mongole du XIIIe siècle.
Al-Bakouvi, originaire de Bakou, écrivait en 1430 dans son Kitab-talkhis el-asar ve el-melik el-gahha: "Bakou a deux châteaux, très solides, construits en pierre. L'un d'eux est très grand et sur le rivage de la Tour de la Vierge. C'est le château que les Mongols n'ont pas pu conquérir. L'autre est plus au large. Ses parties supérieures ont été détruites."

## Architecture

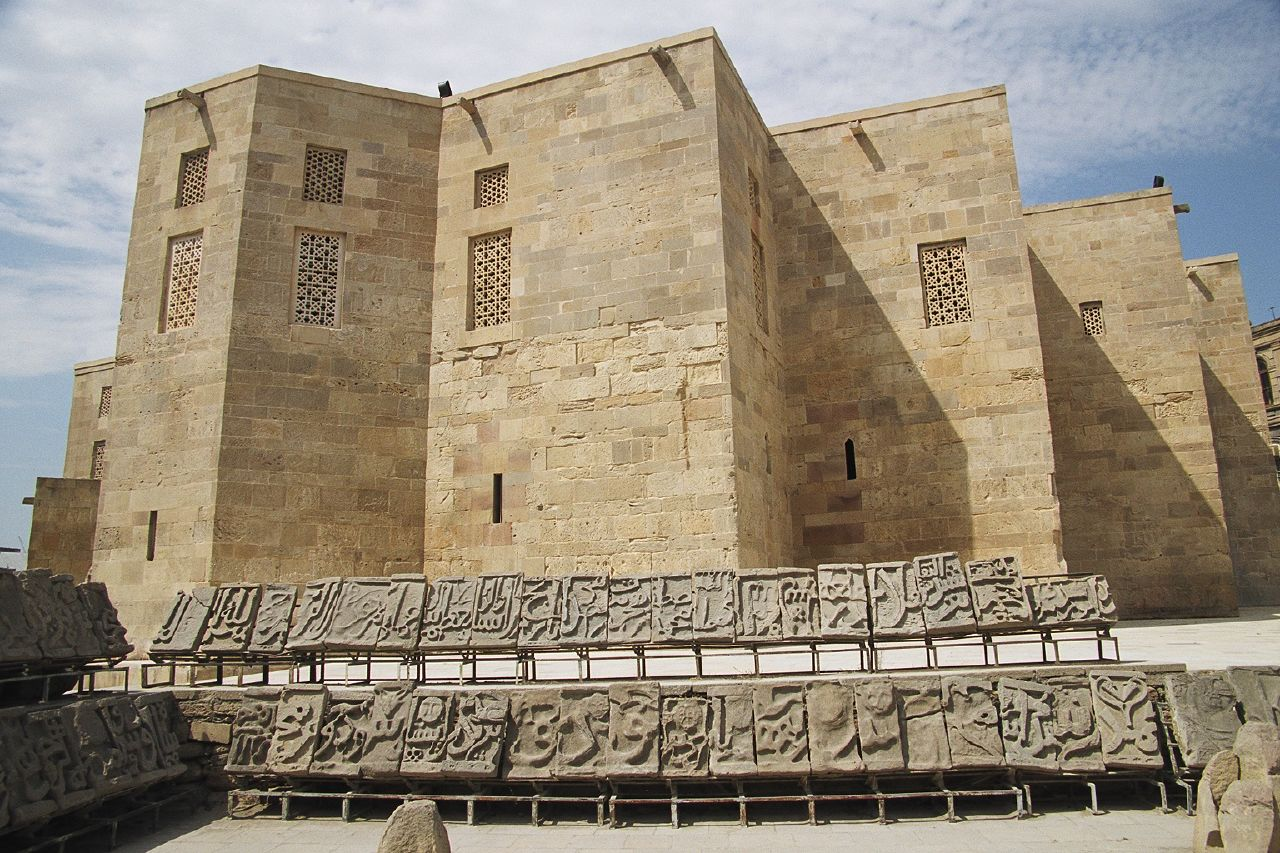
Image de la Forteresse de Sabayil, palais des Shirvanshahs.

Le complexe de bâtiments, qui mesure 40 mètres (130 pieds) de long et 180 mètres (590 pieds) de large, se compose de 15 châteaux semi-circulaires, séparés de 16 à 28 mètres (52 à 92 pieds) et reliés par un mur. L'un des châteaux aux quatre coins - celui du nord - se tenait seul, mais les autres étaient reliés par de petites cellules. Le mur mesurait entre 1,2 et 1,5 mètre (3,9 et 4,9 pieds) d'épaisseur. Sur le mur, il y avait des panneaux de pierre individuels avec des inscriptions en frise de 70 centimètres (28 pouces) de long, 25 à 50 centimètres (10 à 20 pouces) de large et 12 à 15 centimètres (5 à 6 pouces) d'épaisseur.  